# Посткоїтальна дисфорія
Посткоїтальна дисфорія, також відомий як посткоїтальний тристесс — це почуття смутку, тривоги, хвилювання або агресія, після оргазму при статевому акті або мастурбації. Його назва походить від новолатинського postcoitalis і французького tristesse, що буквально означає «сум». Багато людей з ПКД[джерело?] можуть виявляти сильне почуття тривоги, яке триває від п'яти хвилин до двох годин після статевого акту.
Це явище приписують грецькому письменнику-медику Галену, який, як припускають, написав, що «кожна тварина сумує після статевого акту, крім людської самки та півня». Однак ця цитата не знайдена в збережених творах Галена, тому вона може бути пізнішою вигадкою. Зиґмунд Фрейд і Гейвлок Елліс були знайомі з прислів'ям, яке вони обидва приписували анонімному автору, і лише десятиліттями пізніше це правило стало пов'язане з Галеном серед сексологів.
Філософ Барух Спіноза у своєму Tractatus de Intellectus Emendatione писав: «Що стосується чуттєвої насолоди, то розум настільки захоплений нею, ніби в спокої в [справжньому] благу, що йому абсолютно заборонено думати про щось інше. Але після того, як насолода чуттєвою насолодою пройшла, настає найбільший смуток. Якщо це не захоплює повністю, то все одно повністю бентежить і притупляє розум». Артур Шопенгауер, який пізніше писав про це явище, помітив, що «відразу після злягання чути сміх диявола».
Одне дослідження показало, що серед вибірки з 1208 учасників чоловічої статі 40 % з них стикалися з ПЇД принаймні раз у житті, а 20 % повідомили, що стикалися з ПЇД протягом чотирьох тижнів, що передували дослідженню. У цьому дослідженні також повідомляється, що 3–4 % вибірки регулярно відчували симптоми ПЇД. Згідно з тим же дослідженням, ПЇД серед чоловіків пов'язаний із поточним психологічним стресом, сексуальним насильством у дитинстві та кількома сексуальними дисфункціями.
Що стосується симптомів у жінок, одне дослідження включало епідеміологічне дослідження посткоїтальних психологічних симптомів у вибірці популяції жінок-близнюків Сполученого Королівства: було виявлено, що 3,7 % цих жінок повідомили, що нещодавно страждали від ПЇД, а 7,7 % з них повідомили, що страждали від ПЇД вже багато часу. Інше дослідження показало, що майже половина студенток університетів повідомили про симптоми ПЇД принаймні один раз у житті. Дослідження також показало, що кореляції між ПЇД та інтимністю в близьких стосунках немає.